# Gouvernementsmarine
Die Gouvernementsmarine (auch Gouvernements Marine geschrieben) war die kleine staatlich-zivile Marine und Küstenwache von Niederländisch-Indien. Sie wurde von der Verwaltung der Kolonie eigenverantwortlich kontrolliert und war dem Generalgouverneur unterstellt (daher der Name); ihr Einsatzgebiet war auf die Kolonie – also den Malaiischen Archipel – beschränkt. Die Hauptbasis befand sich in Soerabaja.

## Geschichte
Die Gouvernementsmarine wurde am 22. August 1861 gegründet. Sie ging aus den ’s Lands Civiele Schoeners en Kruisbooten („staatlich-zivile Schoner und Kruisboote“), dem zivilen Anteil der aufgelösten Kolonialen Marine (welche wiederum eine indirekte Nachfolgeorganisation der VOC-Marine gewesen war), hervor.
Formal wurden die zivilen Marineangelegenheiten der Kolonie ab 1905 unter der Bezeichnung Dienst der Scheepvaart („Schifffahrtsdienst“) zusammengefasst. Dieser umfasste drei Unterorganisationen: Zum einen der Dienst der Bebakening en Kustverlichting (Befeuerungsdienst), der für die Feuerschiffe, die Versorgung der Leuchttürme und die Instandhaltung der Betonnung der Kolonie zuständig war. Zweitens der Dienst der Gewestelijke Vaartuigen („Dienst für regionale Schiffe“), der mit einfachen Booten kleinere Transporte durchführte und Kolonialbeamte beförderte. Die dritte und wichtigste Teilorganisation war die eigentliche Gouvernementsmarine. Diese war in erster Linie für wasserpolizeiliche und paramilitärische Aufgaben zuständig, wie Patrouillendienste entlang der Küsten, die Überwachung der Fischerei, die Bekämpfung von Piraterie, Schmuggel und Sklavenhandel, die Durchsetzung des staatlichen Opiumhandelsmonopols (Opiumregie) und die Niederschlagung von Unruhen. Des Weiteren wurden die Boote und Schiffe auch zur Kartografierung und für hydrographische Missionen eingesetzt. Da die drei Teildienste nicht streng voneinander getrennt waren, wird umgangssprachlich meist Gouvernementsmarine als Oberbegriff verwendet.
Davon zu unterscheiden ist ab 1866 die Kriegsmarine der Kolonie, die Indische Militaire Marine. Deren Kriegsschiffe wurden vom Kolonialministerium beziehungsweise der Kolonie selbst bezahlt und waren formal dem Generalgouverneur unterstellt, wurden aber von Marinesoldaten der Koninklijke Zeemacht bemannt. Des Weiteren operierte in der Region auch das Nederlandsch Eskader, das direkt vom Marinebefehlshaber ohne Beteiligung der Kolonie kontrolliert wurde.
Transportaufgaben, die über Kurzstrecken und Kleinstmengen hinausgingen, wurden von der Nederlandsch Indische Stoomvaart Maatschappij (später KPM) übernommen, welche ebenfalls nicht zur Gouvernementsmarine gehörte.
Zum Zeitpunkt der Gründung umfasste die Gouvernementsmarine hauptsächlich kleine Segelschiffe, sogenannte „Kruisboote“. Diese wurden vor Ort gebaut, waren leicht bewaffnet (drei Kanonen) und hatten eine einheimische Besatzung von 20 Mann. Insgesamt wurden etwa 75 (geplant 85) Boote eingesetzt; verglichen mit der Größe der Kolonie eine extrem geringe Zahl. Die gesamte Personalstärke betrug etwa 1500 einheimische Matrosen und einige europäische Offiziere. Ende des 19. Jahrhunderts wurden die veralteten Boote dann durch Dampfschiffe ersetzt. Die Schiffe waren meist nach Sternen bzw. Sternbildern oder nach Vögeln benannt.
1929 wurde die Gouvernementsmarine per Regierungsbeschluss teilmilitarisiert, d. h. es wurde festgelegt, dass in Kriegszeiten die Einheiten der Gouvernementsmarine dem Militär angeschlossen werden können (ähnlich wie bei der US Coast Guard).
Nach dem Ausbruch des Zweiten Weltkrieges kam es dann am 1./2. September 1939 zur Militarisierung der Gouvernementsmarine. Diese verfügte inzwischen auch über einige halbwegs moderne Motorschiffe, die samt Besatzung an die niederländische Kriegsmarine übergeben und zu militärischen Hilfsschiffen umgerüstet wurden. Insgesamt wurden mehrere Dutzend Schiffe und Boote mit insgesamt etwa 1.300 Besatzungsmitgliedern der Königlichen Kriegsmarine überstellt, wobei davon nur zwölf Schiffe (namentlich Fazant, Arend, Merel, Bellatrix, Valk, Gemma, Castor, Sirius, Reiger, Zuiderkruis, Rigel, Tydeman) in die direkte militärische Befehlsstruktur eingebunden wurden. Diese Einheiten der militarisierten Gouvernementsmarine (Gemilitariseerde Gouvernementsmarine) besaßen dabei kaum militärisches Potential, sie wurden zu Minenschiffen, Minensuchbooten und Versorgungsschiffen wie Seeflugzeugtendern für den Marine Luchtvaartdienst umgewandelt. Die meisten der Schiffe wurden in den nächsten Kriegsjahren für die Unterstützung der Wasserflugzeuge sowie für leichte Seepatrouillen eingesetzt. Bei der japanischen Invasion Anfang 1942 spielten diese Einheiten letzten Endes keine nennenswerte Rolle. An den großen Seeschlachten zwischen der japanischen Marine und der ABDA-Flotte war keines der Gouvernementsmarine-Schiffe beteiligt. Der Großteil der Schiffe wurde schließlich während der Invasion Javas am 2. März 1942 vor Tanjung Priok (Hafen von Batavia) oder Soerabaja selbstversenkt, um die Häfen zu blockieren und um nicht den Angreifern in die Hände zu fallen. Lediglich ein Schiff, die Zuiderkruis, konnte nach Ceylon fliehen und kam dort in britische Dienste. Die Militarisierung der Gouvernementsmarine wurde formal im März 1942 wieder aufgehoben. Viele der versenkten Schiffe wurden von den Japanern später gehoben und als Hilfsschiffe eingesetzt, wobei die meisten dann wiederum alliierten Angriffen zum Opfer fielen.
Nach dem Krieg führte die Unabhängigkeitserklärung Indonesiens 1949 zum Ende der Gouverneursmarine. In Niederländisch-Neuguinea existierte sie in kleinerer Form noch bis 1962.

## Im Zweiten Weltkrieg eingesetzte Schiffe

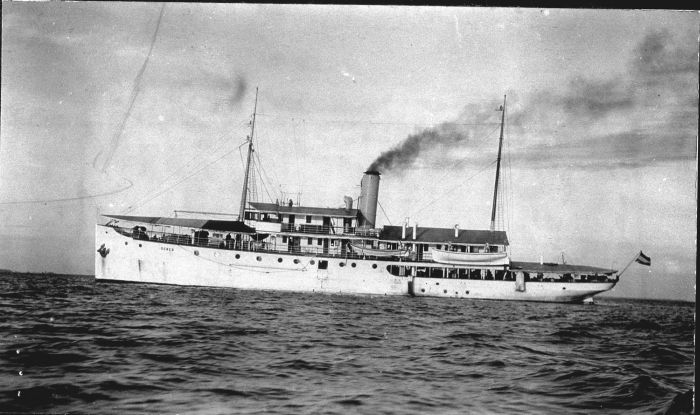
Die Deneb im Jahr 1917

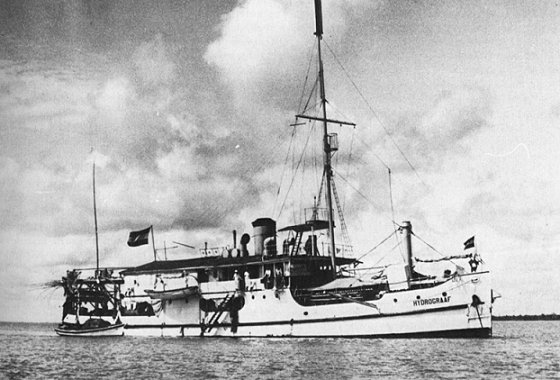
Der Minenleger Bangkalan (ex-Hydrograaf) im Jahr 1936

Zur Gouvernementsmarine gehörten unter anderem (in Klammern jeweils Baujahr und Verdrängung):
- Albatros (1912; 807 Tonnen), nach der Selbstversenkung von Japan wieder gehoben und als Bergungsschiff Nibato Maru (bzw. Arabato Maru oder Abatoe Maru) eingesetzt
- die „Opiumjäger“ Arend und Valk (1929; 1011 Tonnen), ersetzten die veralteten Vorgängerschiffe Argus und Cyclops, im Krieg zu Seeflugzeugtendern konvertiert, nach der Selbstversenkung wieder gehoben und als japanische Patrouillenboote Nr. 108 und Nr. 104 eingesetzt[7]; durch amerikanischen Luftangriff bzw. Mine versenkt
- Aldebaran (1913; 892 Tonnen), in Soerabaja gebaut
- Bellatrix, Canopus, Deneb (1914/15; 773 Tonnen); wurden als Gegenentwurf zur Aldebaran in Amsterdam gebaut; Bellatrix wurde zum Seeflugzeugtender konvertiert; Canopus wurde gehoben und kam als Ariake Maru in japanische Dienste
- Eridanus (1918; 996 Tonnen), nach Selbstversenkung und Hebung japanischer Bergeschlepper Enoshima Maru
- Gemma (1918; 845 Tonnen), später japanisches Transport- und Hilfsschiff Kita Maru
- Fomalhaut (1923; 1001 Tonnen)
- Sirius und Wega (1922; 1018 Tonnen), ersteres Schiff wurde zum Seeflugzeugtender konvertiert
- Merel, Reiger, Fazant (1928–1931; 592/624 Tonnen), wurden zu Seeflugzeugtendern konvertiert. Die Fazant diente als japanisches Patrouillenboot Nr. 109 und wurde nach dem Krieg als Kartika Schiff von Präsident Sukarno.
- Rigel (1931; 1631 Tonnen), Yacht des Generalgouverneurs; zum Hilfs-Minenleger umgerüstet; später indonesisches Schiff Dewakambar
- Castor (1915; 670 Tonnen), Reparaturschiff, später japanisches Bergungsschiff Osei Maru
- Zuiderkruis (1926; 2661 Tonnen), als Kabelleger gebaut und zum U-Boot-Depotschiff umgerüstet; einziges Schiff, das 1942 entkommen konnte; später als Bimasakti an Indonesien
- die Feuerschiffe Hoofdinspecteur Zeeman (1909; 803 Tonnen), Orion (1912; 1062 Tonnen), Pollux (1922; 1012 Tonnen; später  Koraï Maru bzw. Hoyo Maru) und Poolster (1939; 1565 Tonnen). Letzteres wurde zum Seeflugzeugtender bzw. MTB-Mutterschiff konvertiert und später als Horei Maru eingesetzt.
- die Vermessungsschiffe Tydeman (1916; 1160 Tonnen), Willebrord Snellius (1928; 930 Tonnen) und Hydrograaf (1926, 397 BRT, ex. Schlepper Willem van Braam; zum Minenschiff umgerüstet und umbenannt in Bangkalan)
- die ab 1938 zum Dienst der Gewestelijke Vaartuigen gehörenden sechs Patrouillenboote (Politiekruiser, „Polizeikreuzer“) der ABC-Klasse (Alor, Aroe, Bantam, Bogor, Ceram, Cheribon) mit je 145 Tonnen, die zu Hilfsminensuchern umgerüstet wurden.

Nach Gouvernementsmarine-Entwürfen während des Krieges gebaut, aber aufgrund der Militarisierung nicht mehr von dieser eingesetzt wurden:
- die Hilfsminensucher der DEFG-Klasse (Nachfolgerin der ABC-Klasse) und der kleineren Smeroe-Klasse
- die Hilfsminenleger Regulus und Ram (basierend auf der Rigel)